# Desonestidade intelectual
Desonestidade intelectual é desonestidade na realização de atividades intelectuais, como pensamento ou comunicação. Exemplos são:
- a defesa de uma posição que o advogado sabe ou acredita ser falsa ou enganosa
- a omissão consciente dos aspectos da verdade conhecida ou acredita como sendo relevante num contexto particular.

Retórica pode ser usada para promover uma agenda ou reforçar algo que é profundamente arraigado em crenças em face de esmagadoras provas contrárias. Se uma pessoa está consciente da prova, e concorda com a conclusão a que prenuncia, e no entanto, defende uma visão contraditória, ela comete uma desonestidade intelectual. Se a pessoa não tem conhecimento das provas, sua posição é a ignorância, mesmo se de acordo com uma conclusão científica. Se a pessoa estiver conscientemente ciente de que pode haver uma evidência adicional, mas propositalmente não verifica, e depois age como se a posição fosse confirmada, esta é também uma desonestidade intelectual.
Os termos intelectualmente desonesto e desonestidade intelectual são muitas vezes utilizados como dispositivos retóricos em um debate; o rótulo, invariavelmente, enquadra um oponente sob uma imagem negativa.
A frase é também frequentemente usada por oradores quando um inimigo ou debate público chega a uma conclusão variando do orador sobre um determinado assunto. Isso aparece principalmente em debates ou discussões de temas especulativos, em questões não-científicas, como moralidade ou política.